# مارینا دیاماندیس
مارینا لمبرینی دیاماندیس (‎/ˌdiːəˈmændɪs/‎ DEE-ə-MAN-diss; یونانی: Μαρίνα-Λαμπρινή Διαμάντη؛ زادهٔ ۱۰ اکتبر ۱۹۸۵) که اکنون با نام کوچکش مارینا شناخته می‌شود؛ و قبلاً با نام هنری‌اش مارینا اند د دایمندز شناخته می‌شد، خواننده، ترانه‌سرا و تهیه‌کننده موسیقی انگلیسی و یونانی، متولد شهر برینمور واقع در استان برک‌ناک‌شایر، ولز است و بیشتر طول دوران خردسالی و جوانی را در شهر همسایهٔ پندی گذرانده‌است. مارینا خوانندگی را از نوجوانی و در گروه کر کلیسا آغاز نمود. بر اساس نظرسنجی صدای سال ۲۰۱۰ توسط شبکهٔ بی‌بی‌سی مارینا از نظر محبوبیت رتبهٔ دوم را به دست آورد و از آن پس در رسانه‌ها بیشتر مورد توجه قرار گرفت. نخستین آلبوم مارینا جواهرات خانوادگی نام داشت که در سال ۲۰۱۰ انتشار یافت و آلبوم دوم او که قلب الکترا نام داشت توانست رتبهٔ نخست را در جدول آلبوم‌های بریتانیا کسب کند و در هر دو آلبوم سبک‌هایی چون سینث‌پاپ، موسیقی موج نو، ایندی پاپ حضور داشتند. مارینا خود را خواننده‌ای با سبک ایندی ولی با اهداف پاپ معرفی می‌کند. مارینا اغلب در آهنگ‌ها و نماهنگ‌هایش به بررسی رفتارهای انسان و تا حدی تجزیه و تحلیل آنها می‌پردازد.

## اوایل زندگی
مارینا لمبرینی دیاماندیس در ۱۰ اکتبر ۱۹۸۵ در برینمور، بلاینای گونت، ولز زاده شد، و در نزدیکی ابرگاونی بزرگ شد. او یک خواهر بزرگ‌تر از خود به نام لافینا دارد. مادر ویلزی و پدر یونانی وی در دانشگاه نیوکاسل با هم آشنا شدند و هنگامی که دیاماندیس چهار سال سن داشت زندگی جدا از هم را آغاز کردند. پس از جدایی، پدر وی به یونان بازگشت، در حالی که مارینا همراه مادرش در یک بنگالو در ولز مستقر بود، پدرش گهگاهی به دیدارش می‌آمد. وی دوران کودکی خود را به گونه‌ای «ساده و دلپذیر»، «مسالمت‌آمیز، خیلی عادی، مستمندانه» توصیف می‌کند. دیاماندیس گفت که در کودکی می‌خواست تام‌بوی باشد، بیشتر زمان خودش را با جنس مخالف می‌گذراند و هر روز به انجام بازی فوتبال می‌پرداخت.
دیاماندیس کودکی را در مدرسه دخترانه هبداشز مانمث گذراند. وی گفته‌است، «من تقریباً استعداد خود را در آنجا یافتم… من تنها کسی بودم که همیشه از [گروه] کر قسر درمی‌رفت، اما من یک دبیر خارق‌العاده داشتم که مرا متقاعد کرد هرچه را که می‌توانستم انجام بدهم». در ۱۶ سالگی وی به پدر خود در یونان «به جهت آموختن و تکلم زبان و آشنایی با میراث فرهنگی» ملحق شد و ترانه‌های فولک یونانی را همراه با مادر بزرگ خود سرود. دو سال بعد در حالی که مدرک تحصیلی خود را از نظام آموزش بین‌المللی آی‌بی در مدرسه سنت کاترین سفارت بریتانیا(en) در آتن اخذ کرد، به ولز بازگشت. بعدها همراه با مادر خود به انگلستان مهاجرت کرده و در شهر راس-آن-وای اقامت گزیدند. از آنجایی که دیاماندیس شور و شوق حرفه خوانندگی را در سر داشت، برای اینکه بتواند به لندن نقل مکان کند، در یک جایگاه سوخت به جهت کسب درآمد در مدت زمان دو ماه کار کرد.
علی‌رغم نداشتن سابقه حرفه‌ای در زمینه موسیقی، دیاماندیس کودکی سرشار از عشق به ترانه‌سرایی داشت. نخستین‌بار ترانه‌سرایی موسیقی را در ۱۸ سالگی آغاز نمود؛ به لندن رفت تا وارد مدرسه رقص شود، اما آنجا را در دو ماه بعد از ورود ترک کرد. سپس در دانشگاه شرق لندن به آموختن موسیقی پرداخت و در همان سال به دانشگاه میدلسکس به جهت یادگیری دوره کلاسیک آهنگسازی انتقال داده شد، اما بعد از گذشت زمان دو ماه از آنجا ترک تحصیل کرد.

## حرفه

### ۲۰۱۲–۲۰۱۳: قلب الکترا و موفقیت جهانی

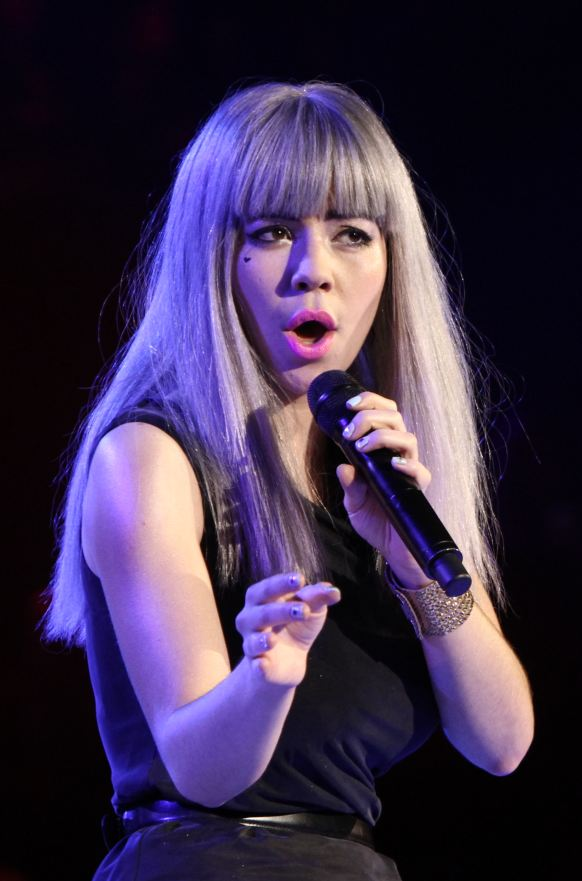
اجرای دیاماندیس در ژانویهٔ ۲۰۱۲

در تابستان ۲۰۱۱، دیاماندیس و خوانندهٔ سوئدی روبین، در تور رؤیاهای کالیفرنیا از خوانندهٔ آمریکایی کیتی پری، بازیگران افتتاحی بودند. در ۳۰ سپتامبر، دیاماندیس ترانهٔ «رادیواکتیو» را از طریق آی‌تیونز استور منتشر کرد. که در جدول تک‌آهنگ‌های بریتانیا در رتبهٔ ۲۵ قرار گرفت. دومین آلبوم استودیویی‌اش با تک‌آهنگ آغازینش «پری‌مدانا» در آوریل ۲۰۱۲ منتشر شد. این ترانه بالاترین رتبه‌ای که دیاماندیس تاکنون در جدول تک‌آهنگ‌های بریتانیا به دست آورده است (رتبهٔ ۱۱) را از آن خود کرده است. این اثر توسط صنعت ضبط صدای بریتانیا گواهی‌نامهٔ نقره‌ای دریافت کرده است و در اتریش و ایالات متحده آمریکا گواهی‌نامهٔ طلایی دریافت کرده است؛ همچنین توسط مقامات وابسته در استرالیا، دانمارک و نیوزیلند گواهی‌نامهٔ پلاتینیوم دریافت کرده است.
محصول نهایی قلب الکترا یک آلبوم مفهومی است که از طریق اشعار توسط ایده‌های «هویت زن» و «یک انحلال تازه» متحد شده است. دیاماندیس شخصیت دارای لقب «قلب الکترا» را به عنوان یک سردسته برای پروژه ایجاد کرد. او شخصیت‌های «نوجوان بیهوده»، «پری‌مدانا»، «خانه‌خراب‌کن» و «زن خانه‌دار» را توصیف می‌کند، که هرکدام نمایندهٔ چندین الگوی کهنهٔ زنان از فرهنگ کلیشه‌ای آمریکایی هستند. پروژه در ۲۷ آوریل ۲۰۱۲ منتشر شد و با فروش ۲۱٬۳۵۸ نسخه در هفتهٔ یکم در رتبهٔ نخست جدول آلبوم‌های بریتانیا قرار گرفت.

### ۲۰۱۴: فروت
پس از گذراندن یک ماه در نیویورک، در فوریهٔ ۲۰۱۳ دیاماندیس اعلام کرد که او نوشتن مطالبی را برای سومین آلبوم استودیویی پیش‌روی خود آغاز کرده است. در زادروزش در ۱۰ اکتبر ۲۰۱۴، تک‌آهنگ «فروت» عنوان ترانه اعلام و منتشر شد.
قرار بود که آلبوم در ۳ آوریل ۲۰۱۵ منتشر، و هر ماه یک ترانه از آن انتشار داده شود. اما بخاطر فاش‌شدن اینترنتی، زمان انتشار آن به جلو افتاد. تهیه‌کنندگی تمام و کمال توسط دیاماندیس و دیوید کاستن به سرانجام رسید. آلبوم به‌خاطر آوای ساختاریافته خود مورد تحسین قرار گرفت.

## ترانه‌شناسی
- جواهرات خانوادگی (۲۰۱۰)
- قلب الکترا (۲۰۱۲)
- فروت (۲۰۱۵)
- عشق + ترس (۲۰۱۹)
- رؤیاهای کهن در سرزمینی نوین (۲۰۲۱)
- پرنسس قدرت (۲۰۲۵)

## جوایز و نامزدی‌ها
| سال  | سازمان                         | جایزه                         | نتیجه      | منابع  |
| ---- | ------------------------------ | ----------------------------- | ---------- | ------ |
| ۲۰۱۰ | صدای ۲۰۱۰ بی‌بی‌سی               | صدای ۲۰۱۰                     | جایگاه دوم | [ ۲ ]  |
| ۲۰۱۰ | مراسم جایزه بریت ۲۰۱۰          | انتخاب منتقدان                | نامزدشده   | [ ۳۵ ] |
| ۲۰۱۰ | جوایز موسیقی بی‌تی دیجیتال ۲۰۱۰ | هنرمند پیشرفت داشتهٔ سال       | نامزدشده   | [ ۳۶ ] |
| ۲۰۱۰ | جوایز موسیقی ام‌تی‌وی اروپا      | بهترین فعال بریتانیا و ایرلند | برنده      | [ ۳۷ ] |
| ۲۰۱۰ | جوایز جشنواره انگلستان ۲۰۱۰    | بهترین فعال پیشرفت داشته      | نامزدشده   | [ ۳۸ ] |
| ۲۰۱۰ | جوایز موسیقی ویرجین مدیا       | بهترین تازه‌وارد               | برنده      | [ ۳۹ ] |
| ۲۰۱۲ | جوایز ان‌ام‌ای ۲۰۱۲              | جذاب‌ترین زن                   | نامزدشده   | [ ۴۰ ] |
| ۲۰۱۲ | جوایز مجلهٔ اتیتیود             | جایزهٔ بهترین موسیقی           | برنده      | [ ۴۱ ] |